# Duque de Albemarle
O título Duque de Albemarle ( /ˈælbəˌmɑrl/ ) foi criado duas vezes no Pariato da Inglaterra, cada vez terminados em extinção. Além disso, o título foi criado uma terceira vez por Jaime II no exílio e uma quarta vez por seu filho, o Velho Pretendente, no pariato jacobita. O nome "Albemarle" é derivado da forma anglicizada da comuna francesa de Aumale, na Normandia ( em latim: Alba Marla  </link> significando 'Marga Branca', sendo a marga um tipo de solo fértil), outras formas são Aubemarle e Aumerle .  Surgiu em conexão com os antigos senhores normandos de Aumale, de Aumale, na Normandia.

## Duques de Albemarle (Aumale), primeira criação (1397)
- Eduardo de Norwich, Duque de Aumale (Albemarle) (1373 – 1415), neto de Eduardo III, foi privado deste ducado em 1399. Mais tarde, ele sucedeu a seu pai como Duque de Iorque . [2]

## Duques de Albemarle, segunda criação (1660)

Armas de Monck: Gules, uma divisa entre três cabeças de leão apagadas em prata

também Conde de Torrington, Barão Monck de Potheridge, Beauchamp e Teyes (Inglaterra, 7 de julho de 1660)
- George Monck, 1.º Duque de Albemarle (1608-1670) foi recompensado com seus nobres por sua participação na Restauração .
- Christopher Monck, 2.º Duque de Albemarle (1653–1688), único filho do 1.º Duque, morreu sem descendência.

## Duques de Albemarle, primeira criaçãojacobita(1696)
também "Conde de Rochford" e "Barão Romney" (Jacobita, 1696)
- Henry FitzJames, 1.º Duque de Albemarle (1673–1702), filho ilegítimo de Jaime II, foi criado nobre por seu pai no exílio.

## Duques de Albemarle, segunda criaçãojacobita(1722)

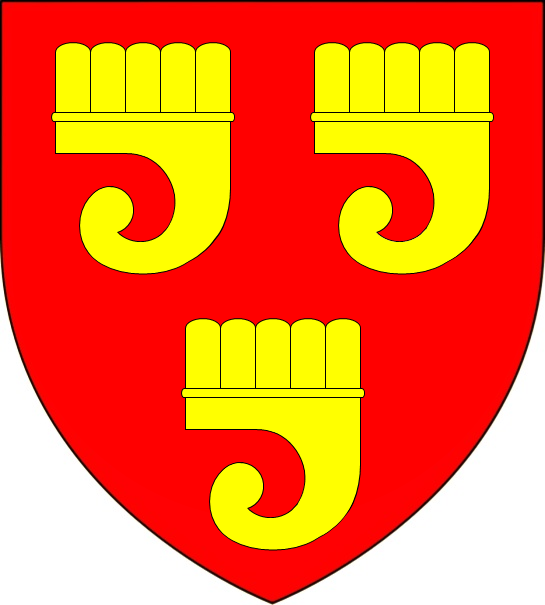
Brasão de Granville: Gules, três clarins ou

também "Marquês Monck e Fitzhemon", "Conde de Bath", "Visconde Bevil" (Jacobita, 1722), Barão Lansdowne (Grã-Bretanha, 1712) e "Barão Lansdown de Bideford" (Jacobita, 1722)
- George Granville, 1.º Barão Lansdowne, 1º Duque de Albemarle (1666–1735), um notável conservador, foi nomeado nobre jacobita por The Old Pretender, cuja criação não foi reconhecida dentro do Reino da Grã-Bretanha.
- Bernard Granville, 2.º Duque de Albemarle (1700 - 2 de julho de 1776), sobrinho de Lord Lansdowne, supostamente sucedeu a seu tio no referido Pariato jacobita. Nunca casado. [3]